# Britischer Humor
Der Begriff britischer Humor bezeichnet zum einen die Komik in Rundfunksendungen, Filmen und Büchern aus dem Vereinigten Königreich und dient zum anderen als verallgemeinernde Beschreibung des trockenen Humors, der besonders den Briten zugeschrieben wird. Dieser trockene Humor findet sich aber auch außerhalb des Vereinigten Königreichs, beispielsweise wird auch Loriot damit assoziiert.

## Hauptmerkmale
Als Hauptmerkmale des britischen Humors gelten neben der erwähnten Trockenheit beispielsweise schwarzer Humor, unverblümte Direktheit, Absurdität und Understatement. Gerade der spannungsreiche Gegensatz zwischen Understatement und (bisweilen grausamer) Direktheit macht dabei den Grundzug britischen Humors aus: Ungeheuerlichkeiten, so könnte man sagen, werden stets präsentiert, als wären sie etwas Alltägliches.

## Persönlichkeiten und Rezeption im Ausland
Personen, die häufig mit britischem Humor in Verbindung gebracht werden, sind die Komikergruppe Monty Python, die Schauspieler Benny Hill und Rowan Atkinson (Mr. Bean) oder der Science-Fiction-Autor Douglas Adams. Jedoch gilt auch der Humor vieler irischer Autoren (Oscar Wilde, Flann O’Brien) als „typisch englisch“. Viele britische Fernsehsendungen und Sitcoms (Britcoms), die mit typischen Kennzeichen englischen Humors arbeiten, erreichten auch außerhalb Großbritanniens einen hohen Bekanntheitsgrad, sodass britischer Humor im In- und Ausland als eine Art Markenzeichen englischer Kultur verstanden wird. Im Ausland treten allerdings Verständnisschwierigkeiten auf, wenn britische Umgangssprache oder Dialekte (beispielsweise Cockney) verwendet werden oder auf Personen des öffentlichen Lebens angespielt wird, die außerhalb des Vereinigten Königreichs wenig bekannt sind.

## Soziologische Erklärungen

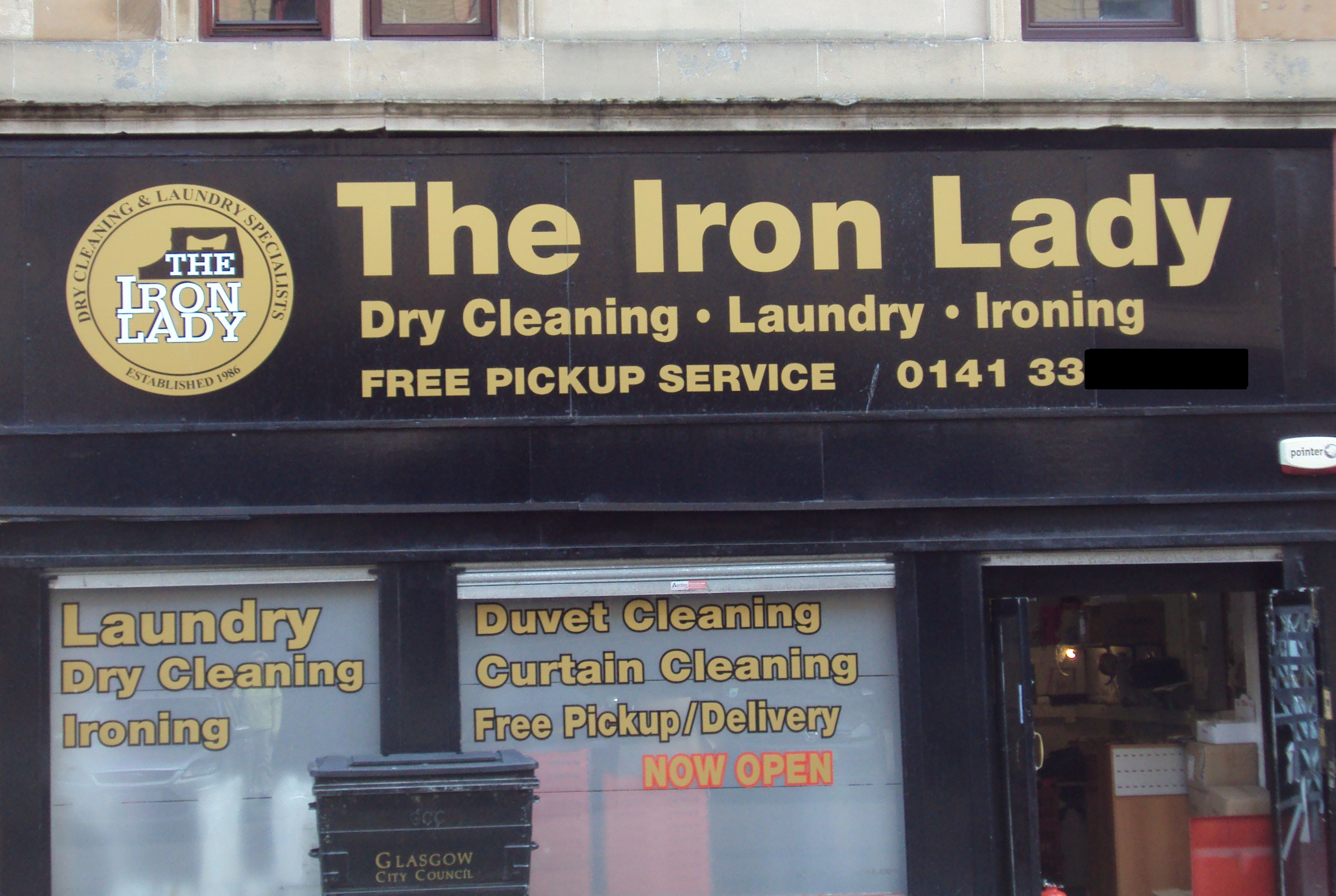
Respektloser britischer Humor im Alltagsleben

In Deutschland hat sich vor allem der Literaturwissenschaftler Hans-Dieter Gelfert darum bemüht, Merkmale des englischen Humors mit der britischen Kulturgeschichte – vornehmlich dem Verhältnis der britischen Bevölkerung zur Obrigkeit – zu verknüpfen. Cornelia Neumann schreibt in der Zusammenfassung ihrer Magisterarbeit, der englische Humor sei
böse, sadistisch, anarchisch (also von Grund auf ungemütlich), respektlos und stellt sich mit seinem Spott nicht über die Herrschenden, die er verspottet. Es dominiert die Selbstironie.
Sie führt diese Kennzeichen, in Anknüpfung an Gelferts Thesen, auf unterschiedliche politische Grundlagen der Kulturnationen zurück:
Man kann also den englischen Humor […] als Ausdruck einer egalitären, demokratischen Gesellschaft deuten, den deutschen Humor als Ausdruck einer Gesellschaft, die sich ihrer politischen und kulturellen Identität ungewiss ist.

## Weitere Kennzeichen

Logo der Britcom Little Britain

Eine feste Definition britischen Humors gibt es nicht. Im Folgenden werden einige seiner Merkmale genauer ausgeführt und mit Beispielen aus der Literatur- und Mediengeschichte belegt.

### Trockenheit
Komische Effekte werden dargeboten, ohne dabei viel Emotion zu zeigen, um damit beim Gegenüber überraschte oder schockierte Reaktionen zu bewirken. Trockener Humor ist daher ähnlich wie ironische Äußerungen oft nur indirekt zu erkennen. Ein Beispiel dafür war die britische Komikergruppe Monty Python, in deren Sketches und Filmen besonders John Cleese intensiv trockenen Humor einsetzte.

### Schwärze
Die Grundzüge des schwarzen Humor (engl.: black oder dark comedy) – die Behandlung makabrer, morbider, sexueller oder anderweitig tabuisierter Themen in satirischer, emotionsloser und/oder bewusst verharmlosender Weise – sind bereits in der elisabethanischen Tragödie zu finden. Später machte unter anderem Jonathan Swift davon Gebrauch. Der britische Film Dr. Strangelove kulminiert in der Szene, in der Major Kong auf einer Atombombe jubilierend in den Untergang reitet. Der schwarze Humor ähnelt der Groteske. Auch (komische) Geschmacklosigkeiten (engl.: sick comedy) werden oft mit schwarzem Humor in Verbindung gebracht.

### Understatement
Understatement (dt.: Untertreibung) bedeutet, dass dramatische Situationen (vor allem im Gespräch) in unaufgeregter Weise präsentiert werden. Als in einer Szene aus The Meaning of Life der Sensenmann auf einer Dinnerparty erscheint, um alle Gäste zu holen, kommentiert einer der Gäste: „Well, that’s cast rather a gloom over the evening, hasn’t it?“ (dt.: „Nun, das hat den Abend ein wenig verdorben, nicht?“).

### Nonsens

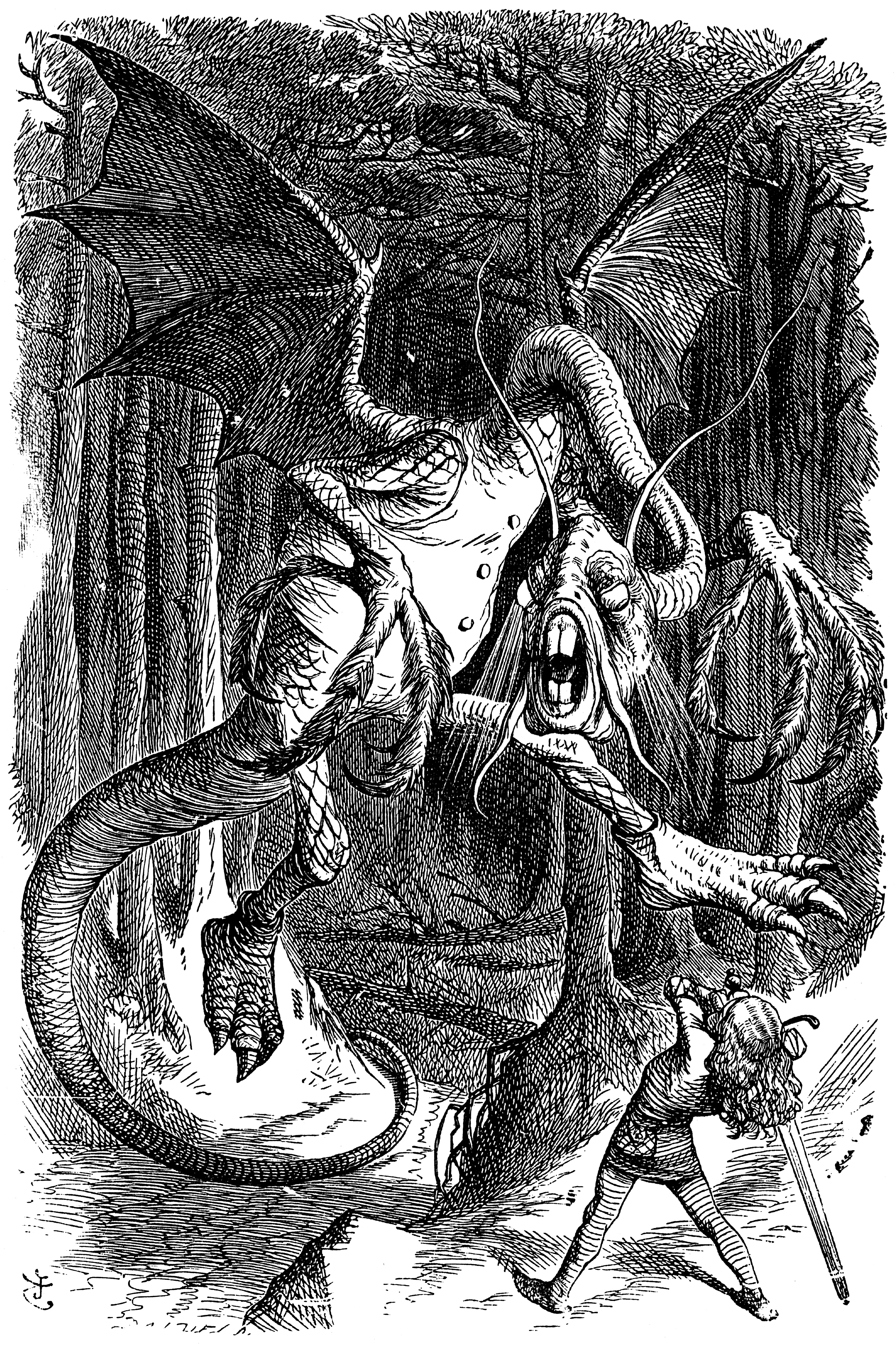
Jabberwocky, illustriert von John Tenniel

Nonsens ist regelhaft betriebener „Nicht-Sinn“, der inkongruente Elemente nicht etwa wahllos mischt, sondern eine neue Wirklichkeit installiert oder simuliert, die nach eigenen Gesetzen funktioniert und in sich stimmig ist. Der britische Nonsens hat seinen Ursprung bei viktorianischen Schriftstellern wie Edward Lear, der als Meister des Limerick gilt, und Lewis Carroll, dem Schöpfer der Kinderbücher Alice im Wunderland und The Hunting of the Snark. Carrolls Gedicht Jabberwocky etwa, das seine Wirkung durch Lautmalereien, Kofferworte und Assoziationen erzielt, beginnt mit den Versen:
'Twas brillig, and the slithy toves
Did gyre and gimble in the wabe:
All mimsy were the borogoves,
And the mome raths outgrabe.

### Gobbledygook
Der Ausdruck gobbledygook (im Deutschen mit Galimathias oder auch Fachchinesisch zu übersetzen) bezeichnet besonders jargonlastiges, verworrenes oder anderweitig unverständliches Englisch. Das folgende Beispiel stammt vom Vorsitzenden der US-Notenbank Alan Greenspan:

“It is a tricky problem to find the particular calibration in timing that would be appropriate to stem the acceleration in risk premiums created by falling incomes without prematurely aborting the decline in the inflation-generated risk premiums.”

„Es ist ein schwieriges Problem, die besondere zeitliche Kalibrierung zu finden, die angemessen wäre, um die durch sinkende Einkommen verursachte Beschleunigung der Risikoprämien einzudämmen, ohne den Rückgang der inflationsgenerierten Risikoprämien vorzeitig abzubrechen.“

Gobbledygook wird aber auch häufig in britischen Komödien oder Fernsehserien verwendet: In Carry On Regardless, einem Teil der populären Carry-On-Filmreihe, spielt Stanley Unwin einen Kunden, der seine Wünsche nicht verständlich machen kann, da er gobbledygook spricht.

### Cringe comedy
Cringe comedy (dt.: zusammenzucken) sucht dort nach Komik, wo peinliches oder beschämendes Verhalten dem Zuschauen lustvolle Schmerzen bereitet, eine komische Spielart, für die in Deutschland der Begriff Fremdscham in Mode gekommen ist. Als maßgebliche britische Produktionen der cringe comedy gelten The Office mit Ricky Gervais (nach dessen Vorbild die deutsche Serie Stromberg modelliert wurde) und Schauspieler wie Rowan Atkinson, Harry Enfield oder Steve Coogan. Das Wort Cringe oder cringy wurde im Oktober 2021 in Deutschland von 14- bis 20-Jährigen zum Jugendwort des Jahres gewählt.

### Spoof comedy
Spoof comedy (dt.: Schwindel/Parodie) bezeichnet komische Fernsehsendungen, die die Form einer etablierten Fernsehsendung annehmen, um diese zu parodieren und mit formfremden Inhalten komisch zu brechen. So wird in Look Around You das Schulfernsehen der 1980er Jahre auf den Arm genommen. Beliebte Vorlagen sind darüber hinaus Fernsehnachrichten (The Day Today), Talkshows (Knowing Me, Knowing You with Alan Partridge) und Dokumentationen (siehe: Mockumentary).

## Ähnliche Formen des Humors
- Trockener Humor
- Schwarzer Humor
- Schwedischer Humor